# Thermoanaerobacterium thermosulfurigenes
Thermoanaerobacterium thermosulfurigenes è una specie di batterio appartenente alla famiglia delle Thermoanaerobacteriaceae.